# Número de Weissenberg
O número de Weissenberg é um número adimensional utilizado no estudo de fluxo viscoelástico. É denominado em memória de Karl Weissenberg.
O número expressa a relação entre o período de relaxação do fluido e um processo temporal específico.